# Ramgarh (Mandla)
Ramgarh fou un estat tributari protegit confiscat pels britànics i unit al districte de Malda a les Províncies Centrals el 1858. La capital era la població de Ramgarh situada a 22° 47′ N, 81° 00′ E / 22.783°N,81.000°E en una eminència rocosa per la que corria el riu Burhner, que separava la vila de la de Amarpur.

## Història
Ramgarh fou concedida el 1680 per Raja Narendra Sah de Garha-Malda, a un dels caps que l'havia ajudat a recuperar el seu regne que havia estat usurpat per un cosí que tenia el suport mogol. Aquest cap va rebre el títol de raja i se li va fixar un tribut de 3000 rupies. Encara conservava el territori quan els britànics el van adquirir el 1818 després de la tercera Guerra Anglo-maratha. El 1857 el darrer raja gond descendent de la dinastia de Garha-Mandla, Shankar Sah, que ja només tenia un petit jagir a la rodalia de Jubbulpore, on residia, es va revoltar ajudat pel seu fill. També es van revoltar els rages de Ramgarh, Shahpura i Sohagpur, junt amb les seves forces gond que van seguir lleialment als seus caps. Al començament del 1858 es va restaurar l'ordre i els estats de Ramgarh i Shahpura foren confiscats mentre Sohagpur fou cedit a Rewah. Shankar, derrotat, fou executat el 1858 i el seu jagir confiscat. A Ramgarh la rani que exercia el poder el 1857 en nom del seu fill boig Aman Singh, va dirigir les tropes rebels en diverses encontres contra els britànics però finalment va haver de fugir i quan ja estava a punt de ser atrapada es va suïcidar clavant-se una espasa al pit; fou portada encara en vida al campament anglès on va morir. Aman Singh i els seus dos fills es van rendir. El raja fou privat del seu títol i l'estat fou confiscat, rebent una pensió pel seu manteniment.
La capital Ramgarh fou llavors capital del tahsil de Ramgarh fins que fou traslladada a Dindori, a 25 km al nord, avançat el segle XIX. Ramgarh va esdevenir només una estació de policia.